# Генетическая история Кавказа

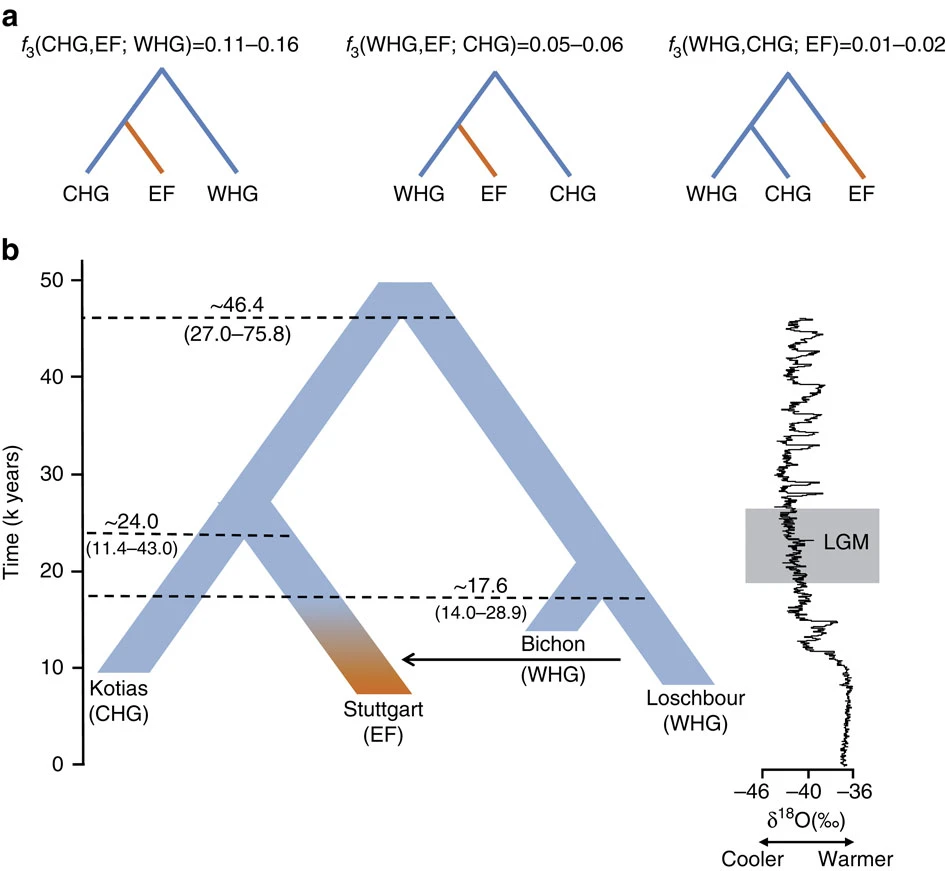
Отношения между кавказскими охотниками-собирателями, западными охотниками-собирателями и ранними земледельцами согласно Джонсу (2015)

Генетическая история Кавказа реконструирует историю Кавказа и населяющих его народов на основании исследования популяционной генетики.
Линия кавказских охотников-собирателей (CHG) произошла от популяции, которая откололась от основной западноевразийской линии очень рано, около 45 тыс. л. н., предшествуя расколу, который привёл к дифференцированным популяциям, предковым к усть-ишимскому человеку, Oase1 из румынской пещеры Пештера-ку-Оасе и восточноевропейским охотникам-собирателям (EHG). CHG сумели выжить в изоляции в течение последнего ледникового максимума как отдельная популяция.
Древняя ДНК показала глубокие генетические различия между населением Кавказа и Понтийско-Каспийской степи эпохи энеолита/бронзы, особенно по отцовской линии. Около 7000 лет назад северные склоны Кавказа были заселены выходцами с юга Кавказского хребта. С тех пор население там оставалось генетически однородным до, по крайней мере, второй половины 2-го тыс. до н. э. В бронзовом веке культурное разнообразие на Кавказе превосходило генетическое. Генетические данные не поддерживают ни одну из археологических гипотез о сверхдальних миграциях населения из Западной Европы на Кавказ и связанных с ними появлением мегалитических гробниц или дольменов. Данные древнего человеческого генома за трёхтысячелетний интервал на Кавказе соотносятся с эко-географическими регионами. Подавляющее большинство армянских образцов бронзового и железного веков принадлежат к европейским линиям Y-хромосомных гаплогрупп R1b и I2a.

## Гаплогруппы (Y-ДНК) современных кавказских народов
Исторически заселение Кавказа шло с территории Ближнего Востока, что подтверждается данными генетики. У ряда коренных народов Кавказа присутствует гаплогруппа J2: у ингушей она достигает 88 %, у чеченцев — 56 %, у лезгин — 10 %, у кумыков — 10 %, у азербайджанцев — 22 %, у грузин 29 %.
Представителями родственной гаплогруппы J1 на Кавказе являются аварцы (71 %), чамалалы (66 %), багулалы (21 %), андийцы (37 %), даргинцы (84 %), табасараны (50 %) и лезгины (60 %).
Между тем распространенной для Кавказа может считаться гаплогруппа G2, которая только здесь достигает наивысшей концентрации: 92 % у сванов, 86 % у шапсугов, 65 % у осетин, 54 % у адыгов, 48 % у абхазов, 31 % у карачаевцев, 17 % у лезгин, 18 % у азербайджанцев, 40 % у кабардинцев, 45 % у грузин, 30 % у терских казаков (за счет метисации с кабардинцами) у кумыков 13 %. По подсчётам учёных треть кавказцев имеют данную гаплогруппу. Известно, что в эпоху неолита данная гаплогруппа широко представлена среди земледельческого населения Европы (Отци). Общность носителей этой гаплогруппы распространилась из региона Колхиды в эпоху железного века (Кобанская культура). Следует разделять эту гаплогруппу на субклады G2a3, которая распространена у Адыго-Абхазских народов и в западной Грузии, и G2a1 у осетин, а также у грузин и абхазов.
Y-хромосомная гаплогруппа R1a представлена у кавказских народов слабо: наиболее представлена среди ногайцев (N=90) — 50 % (субветвь, обычно ассоциируемая с балто-славянским населением, R1a1a1g-M458 составила всего 13 %:327, однако присутствие этой линии у ряда других тюркских народов может указывать на то, что она также могла изначально быть в генофонде предков ногайцев), при этом у караногайцев (N=150) доля R1a значительно ниже — 22 % (в то же время линия R1a1a1g-M458 практически не представлена):327. В исследовании определён объективный характер накопления столь высокой для Кавказа доли гаплогруппы R1a среди ногайцев, не связанный с дрейфом генов: повышение выборки подтвердило эту гипотезу:328. Относительно высокого процента она достигает также у карачаевцев (36 %), у балкарцев (26 %), у черкесов — 20 %, у кумыков (15 %) и у азербайджанцев (12 %) . У осетин, язык которых считается потомком скифского, гаплогруппа R1a почти полностью отсутствует (всего 2 случая на более чем 300 человек). Причём у карачаевцев и балкарцев обнаружены именно R1a-Z2123, которая характерна не только для скифов, но и для большинства алан и сарматов. У кумыков также найдены R1a-Z93 и R1a-Z2123.
У азербайджанцев гаплогруппа J2 составляет до 20 % всей популяции, а у кумыков — 10 %. Исключение составляют ногайцы, у которых высок процент экзотической для Кавказа гаплогруппы N (9 %). Смешанное происхождение имеют балкарцы. Генетические исследования кумыков не подтвердили гипотезу, рассматривающую их в качестве тюркизированных кавказцев и гипотезу их пришлого происхождения.
Однако выделение «тюркского» гена представляет определенную проблему, хотя нужно заметить, что практически все современные тюркские народы объединяет наличие высокого процента R1a-Z2123(Z93). У кумыков (20 %) и караногайцев (18 %) распространена гаплогруппа R1b. У табасаран (40 %), армян (25 %) гаплогруппа R1b также имеет большое распространение.

## Палеогенетика
Геном двух обитателей грузинской пещеры Дзудзуана (Dzudzuana Cave), живших 26 тыс. л. н., глубоко связан с постледниковыми западноевропейскими охотниками-собирателями из кластера «Виллабруна».
У верхнепалеолитического (UP) скелета из пещеры Котиас Клде в Грузии, Кавказ (NEO283), непосредственно датированного 26 052-25 323 кал. л.н. была обнаружена митохондриальная гаплогруппа U4’9.
У палеолитического обитателя грузинской пещеры Сацурблия, жившего 13,3 тыс. л. н., была обнаружена Y-хромосомная гаплогруппа J1b и митохондриальная гаплогруппа K3. У мезолитического охотника из карстового грота Котиас Клде (Kotias Klde cave) в Западной Грузии, жившего 9,529-9,895 тыс. л. н., была обнаружена Y-хромосомная гаплогруппа J2a и митохондриальная гаплогруппа H13c.

### Видео
Генетический код Кавказа (21.07.2020)
 Чеченский ДНК-проект: результаты исследований в области этногенеза (20.07.2021)
 Карачаево-балкарский ДНК-проект (15.03.2022)
 Этногенетическая история Кавказа (04.10.2022)
 Генетическая история Северного Кавказа. В поисках аланского генетического наследия. (12.11.2022)
 ДНК-генеалогия (24.06.2023)
 Генофонд народов Восточного Кавказа на основе гаплогрупп Y-хромосомы и аутосомных данных (02.12.2023)
 ДНК генеалогия черкесов. Валерий Метов (17.06.2024)
 Чеченский ДНК проект: всё, что нужно знать — ответы на актуальные вопросы. (03.06.2025)